# سرطانة فصيصية غزوية

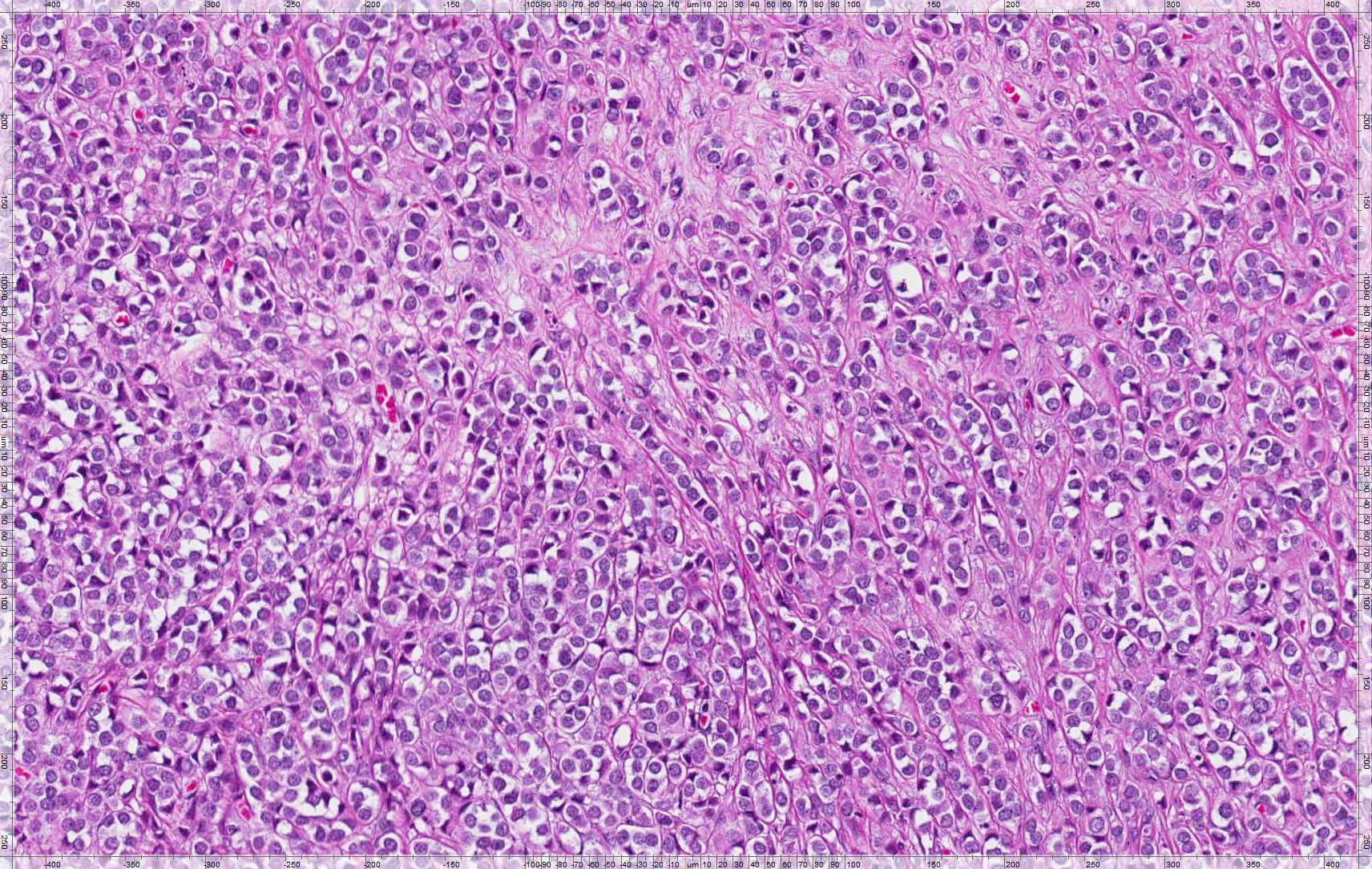
سرطانة فصيصية غزوية

السرطانة الفُصيصية الغَزوية (بالإنجليزية: Invasive lobular carcinoma)‏ هي إحدى الأنواع الغزوية لسرطان الثدي، وهي تشكل حوالي 5-10% من هذه الأنواع، ويحدث في السرطانة الفصيصية الغزوية فقدان لبروتين كادهيرين الظهاري، وهذا الأمر يحدث في عدد من سرطانات الثدي.
في عام 2003، كان مُعدل البقاء على قيد الحياة لمدة خَمس سنوات من السرطانة حوالي 85٪.

## علم الأنسجة
في علم الأنسجة يتم وصف السرطانة الفصيصية الغزوية كالتالي:
| النوع            | الانتشار | الوصف                                                                      |
| ---------------- | -------- | -------------------------------------------------------------------------- |
| كلاسيكي (تقليدي) | 40%      | خلايا مستديرة أو بيضاوية الشكل تحتوي على سيتوبلازم قليل، وهي ذات نمط أُحادي |
| سِنخي             | 5%       | تجمعات من الخلايا الكلاسيكية                                               |
| صلب              | 10%      | ألواح من الخلايا الكلاسيكية مع القليل من السَدَى المتداخلة                   |
| نبيبي فصيصي      | 5%       | الخلايا تُشكل أنابيب دقيقة في >90٪ من الأورم                                |
| متعدد الأشكال    |          | خلايا كلاسيكية متعددة الأشكال                                              |
| ممزوج (مختلط)    | 40%      | لا يُوجد نمط سائد                                                           |

## العلاج
يشتمل علاج السرطانة الفصيصية الغزوية على القيام بعملية جراحية ثُم استخدام العلاج المُساعد.